# Sheykh Chūpān
Sheykh Chūpān (persiska: شِيخ چوپان, شیخ چوپان) är en ort i Iran.   Den ligger i provinsen Kurdistan, i den nordvästra delen av landet, 500 km väster om huvudstaden Teheran. Sheykh Chūpān ligger 1 768 meter över havet och antalet invånare är 400.
Terrängen runt Sheykh Chūpān är kuperad, och sluttar norrut.Runt Sheykh Chūpān är det ganska glesbefolkat, med 50 invånare per kvadratkilometer. Närmaste större samhälle är Mīradeh, 15,3 km sydost om Sheykh Chūpān. Trakten runt Sheykh Chūpān består i huvudsak av gräsmarker.